# Удлинённый четырёхскатный купол
Удлинённый четырёхска́тный ку́пол — один из многогранников Джонсона (J19, по Залгаллеру — М5+П8).
Составлен из 18 граней: 4 правильных треугольников, 13 квадратов и 1 правильного восьмиугольника. Восьмиугольная грань окружена восемью квадратными; среди квадратных граней 4 окружены восьмиугольной и тремя квадратными, 4 — восьмиугольной, двумя квадратными и треугольной, 1 — четырьмя квадратными, остальные 4 — двумя квадратными и двумя треугольными; каждая треугольная грань окружена тремя квадратными.
Имеет 36 рёбер одинаковой длины. 8 рёбер располагаются между восьмиугольной и квадратной гранями, 16 рёбер — между двумя квадратными, остальные 12 — между квадратной и треугольной.
У удлинённого четырёхскатного купола 20 вершин. В 8 вершинах сходятся восьмиугольная и две квадратных грани; в остальных 12 — три квадратных и треугольная.
Удлинённый четырёхскатный купол можно получить из двух многогранников — четырёхскатного купола (J4) и правильной восьмиугольной призмы, все рёбра у которой равны, — приложив их друг к другу восьмиугольными гранями.
Кроме того, удлинённый четырёхскатный купол можно получить из ромбокубооктаэдра, отсекши от того один четырёхскатный купол. Вершины полученного многогранника — 20 из 24 вершин ромбокубооктаэдра, рёбра — 36 из 48 рёбер ромбокубооктаэдра; отсюда ясно, что у удлинённого четырёхскатного купола тоже существуют описанная и полувписанная сферы, причём они совпадают с описанной и полувписанной сферами исходного ромбокубооктаэдра.

## Метрические характеристики
Если удлинённый четырёхскатный купол имеет ребро длины {\displaystyle a}, его площадь поверхности и объём выражаются как
{\displaystyle S=\left(15+2{\sqrt {2}}+{\sqrt {3}}\right)a^{2}\approx 19{,}5604779a^{2},}
{\displaystyle V=\left(3+{\frac {8{\sqrt {2}}}{3}}\right)a^{3}\approx 6{,}7712362a^{3}.}
Радиус описанной сферы (проходящей через все вершины многогранника) при этом будет равен
{\displaystyle R={\frac {1}{2}}{\sqrt {5+2{\sqrt {2}}}}\;a\approx 1{,}3989663a;}
радиус полувписанной сферы (касающейся всех рёбер в их серединах) —
{\displaystyle \rho ={\frac {1}{2}}{\sqrt {4+2{\sqrt {2}}}}\;a\approx 1{,}3065630a.}

## В координатах
Удлинённый четырёхскатный купол с длиной ребра {\displaystyle 2} можно расположить в декартовой системе координат так, чтобы его вершины имели координаты
- {\displaystyle \left(\pm \left(1+{\sqrt {2}}\right);\;\pm 1;\;\pm 1\right),}
- {\displaystyle \left(\pm 1;\;\pm \left(1+{\sqrt {2}}\right);\;\pm 1\right),}
- {\displaystyle \left(\pm 1;\;\pm 1;\;1+{\sqrt {2}}\right).}

При этом ось симметрии многогранника будет совпадать с осью Oz, а две из четырёх плоскостей симметрии — с плоскостями xOz и yOz.

## Заполнение пространства
С помощью удлинённых четырёхскатных куполов можно замостить трёхмерное пространство без промежутков и наложений вместе с правильными тетраэдрами и кубами; вместе с кубами и кубооктаэдрами; вместе с удлинёнными четырёхугольными пирамидами (J8) и удлинёнными четырёхугольными бипирамидами (J15) — последние два многогранника можно также разрезать на кубы и квадратные пирамиды (J1) (см. иллюстрации).